# Powerage
Powerage er det femte studiealbum af det australske hårde rock band AC/DC som blev udgivet i maj 1978, både i Australien on internationalt. Alle sangene blev forfatteret af Angus Young, Malcolm Young, og Bon Scott. 
Det blev originalt udgivet gennem Atlantic Records og nåede plads 133 på Billboards Pop Albums hitliste i USA, hvor det også til sidst fik tildelt platin. Albummet blev genudgivet i 2003 som en del af AC/DCs kvalitetforbedret serier.

## Spor

### Australsk/amerikansk cdudgivelse
1. "Rock 'n' Roll Damnation" – 3:37
2. "Down Payment Blues" – 6:03
3. "Gimme A Bullet" – 3:21
4. "Riff Raff" – 5:11
5. "Sin City" – 4:45
6. "What's Next to the Moon" – 3:31
7. "Gone Shootin'" – 5:05
8. "Up to My Neck in You" – 4:13
9. "Kicked in the Teeth" – 4:03

### Europæisk LP-udgivelse
1. "Rock 'n' Roll Damnation" – 3:05
2. "Gimme A Bullet" – 3:00
3. "Down Payment Blues" – 5:50
4. "Gone Shootin'" – 4:19
5. "Riff Raff" – 5:13
6. "Sin City" – 4:47
7. "Up to My Neck in You" – 4:58
8. "What's Next to the Moon" – 3:15
9. "Cold Hearted Man" – 3:36
10. "Kicked in the Teeth" – 3:45

- Alle sangene er komponeret af Angus Young, Malcolm Young, og Bon Scott.
- I nogle europæiske områder er "Rock 'n' Roll Damnation" undladet fra de tidlige eksemplarer.

## Musikere
- Bon Scott – Vokal
- Angus Young – Lead guitar, bagvokal
- Malcolm Young – Rytme guitar, bagvokal
- Cliff Williams – Bass guitar, bagvokal
- Phil Rudd – Trommer, bagvokal